# Aralihatti, Athni
Aralihatti là một làng thuộc tehsil Athni, huyện Belgaum, bang Karnataka, Ấn Độ.